# Abbeville-Saint-Lucien
Abbeville-Saint-Lucien é uma comuna francesa na região administrativa de Altos da França, no departamento de Oise. Estende-se por uma área de 5,26 km². Em 2010 a comuna tinha 509 habitantes (densidade: 96,8 hab./km²).